# Rivière Koroc
Der Rivière Koroc ist ein etwa 187 km langer Fluss im Nordosten der Labrador-Halbinsel in der  kanadischen Provinz Québec. Der Fluss trug früher die Bezeichnungen Rivière Koraksoak, Rivière Long und Ruisseau Koroksuakh.

## Flusslauf
Der Rivière Koroc entspringt in einem Gebirgssee in den Torngatbergen auf einer Höhe von 760 m. Das Quellgebiet ist 17 km von der Küste der Labradorsee entfernt. Der Rivière Koroc fließt anfangs etwa 17 km nach Süden. Anschließend biegt er scharf nach Westen ab. Er fließt nun in überwiegend westlicher Richtung zur Ungava Bay. Bei Flusskilometer 93 befindet sich am Flusslauf der Wasserfall Chute Korluktok (⊙). Bei Flusskilometer 80 trifft der Rivière André-Grenier von Norden kommend rechtsseitig auf den Rivière Koroc. Unmittelbar oberhalb der Mündung befinden sich die Stromschnellen Rapides Kuugaaluk (⊙). Die Mündung des Rivière Koroc befindet sich knapp 20 km nordöstlich der Inuit-Siedlung Kangiqsualujjuaq.
Der Rivière Koroc entwässert ein Areal von 4040 km². Der Flusslauf mit Ausnahme der unteren 25 Kilometer sowie fast das komplette Einzugsgebiet liegen innerhalb des Parc national Kuururjuaq.

## Bilder

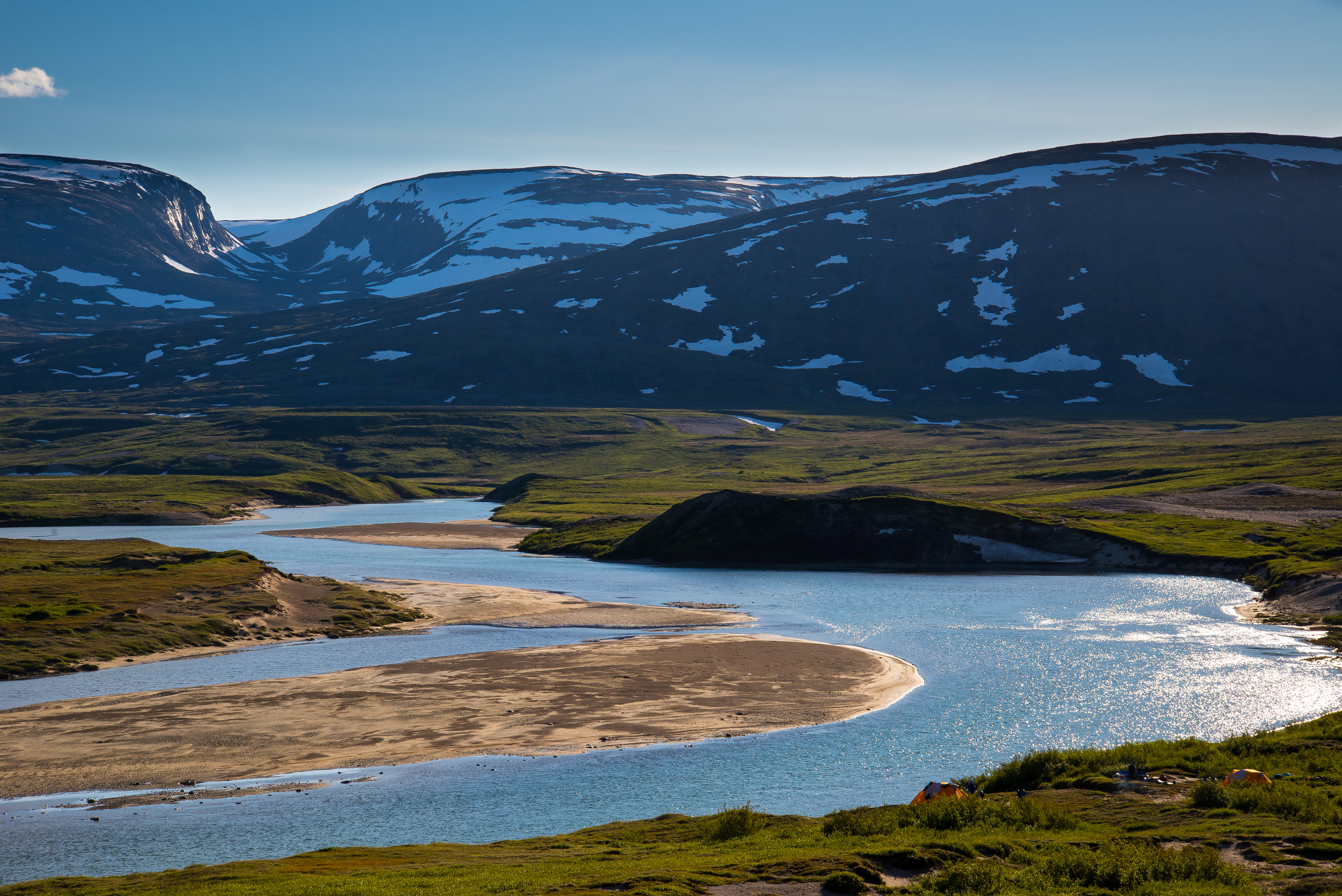
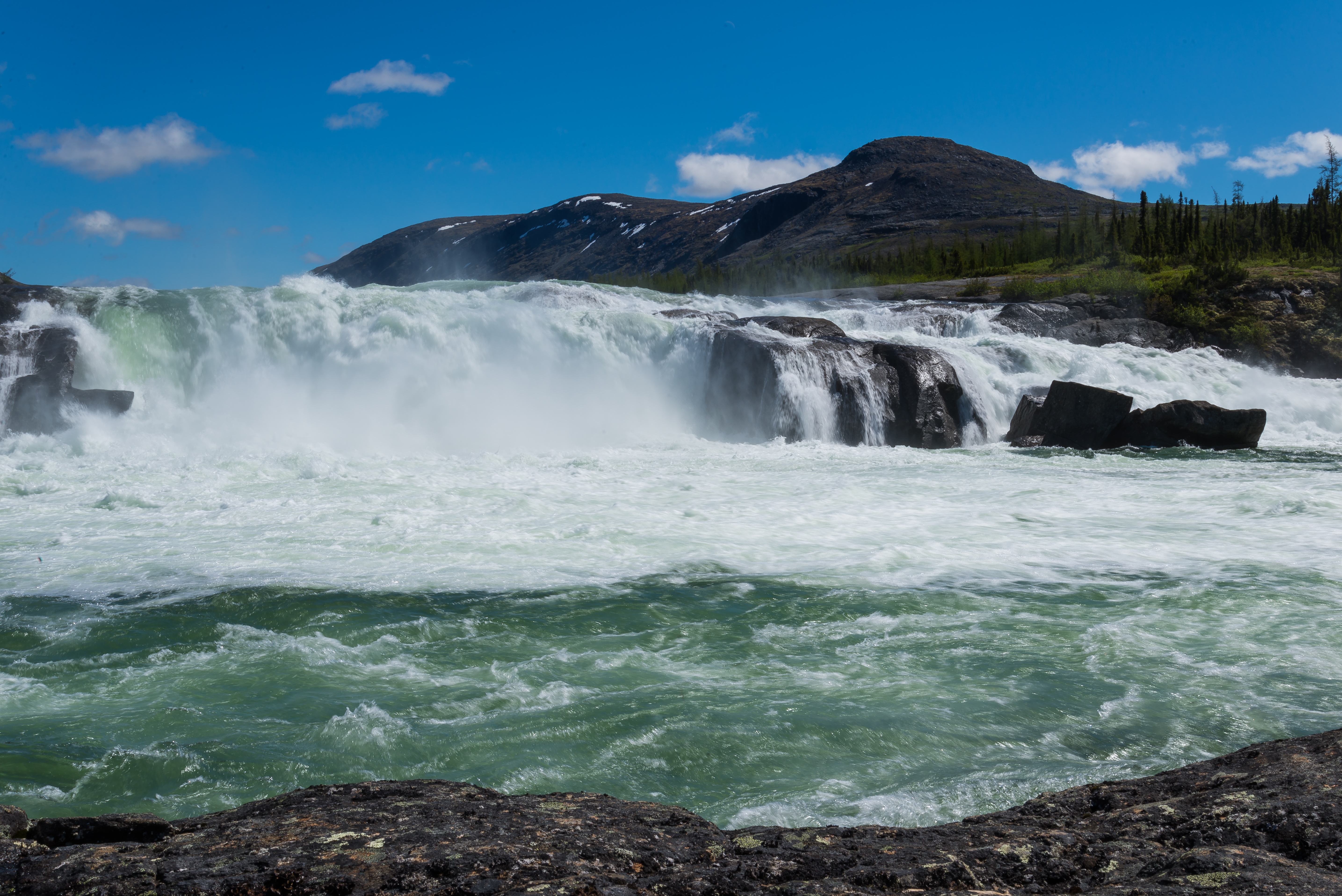
Chute Korluktok
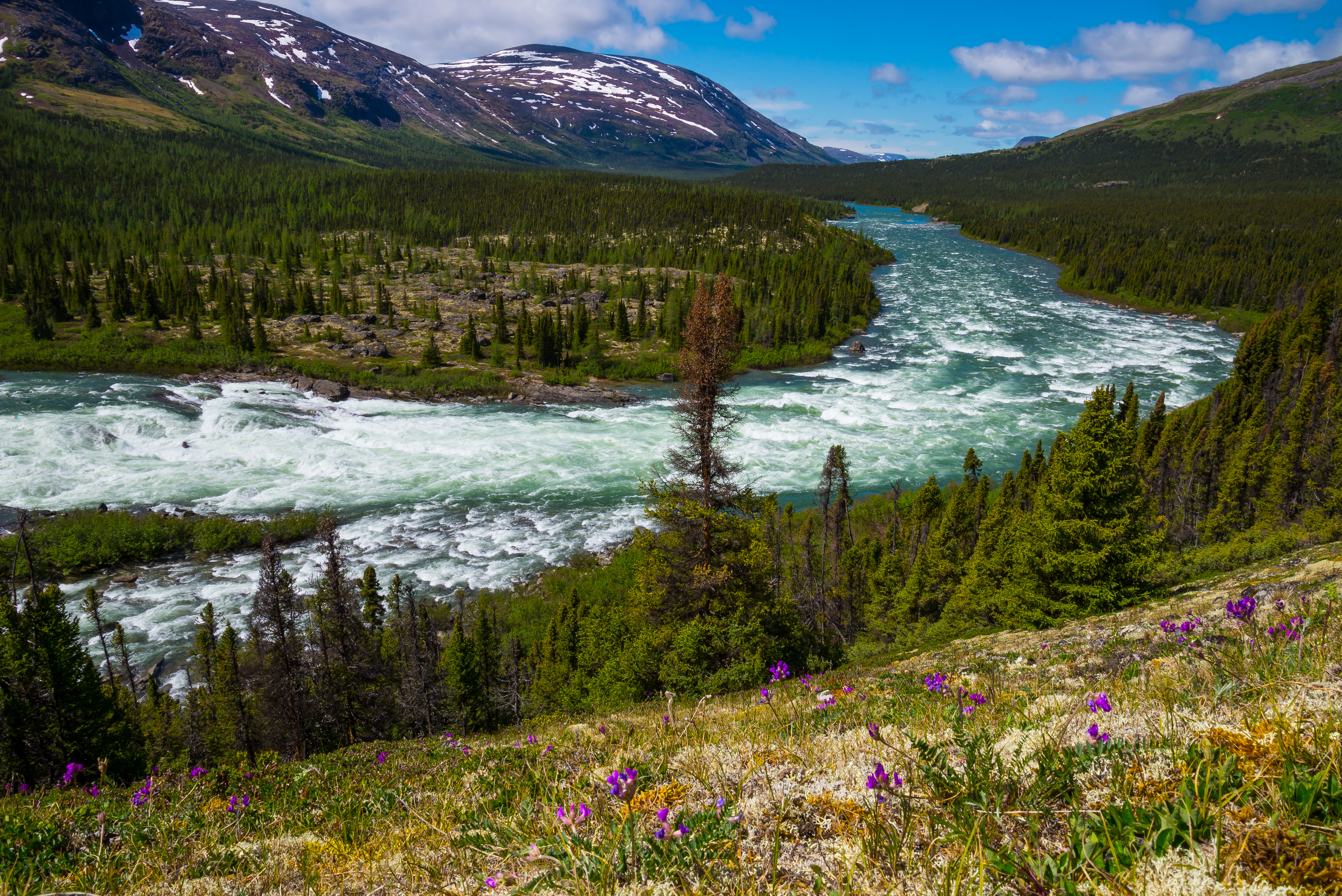
Unterhalb Chute Korluktok
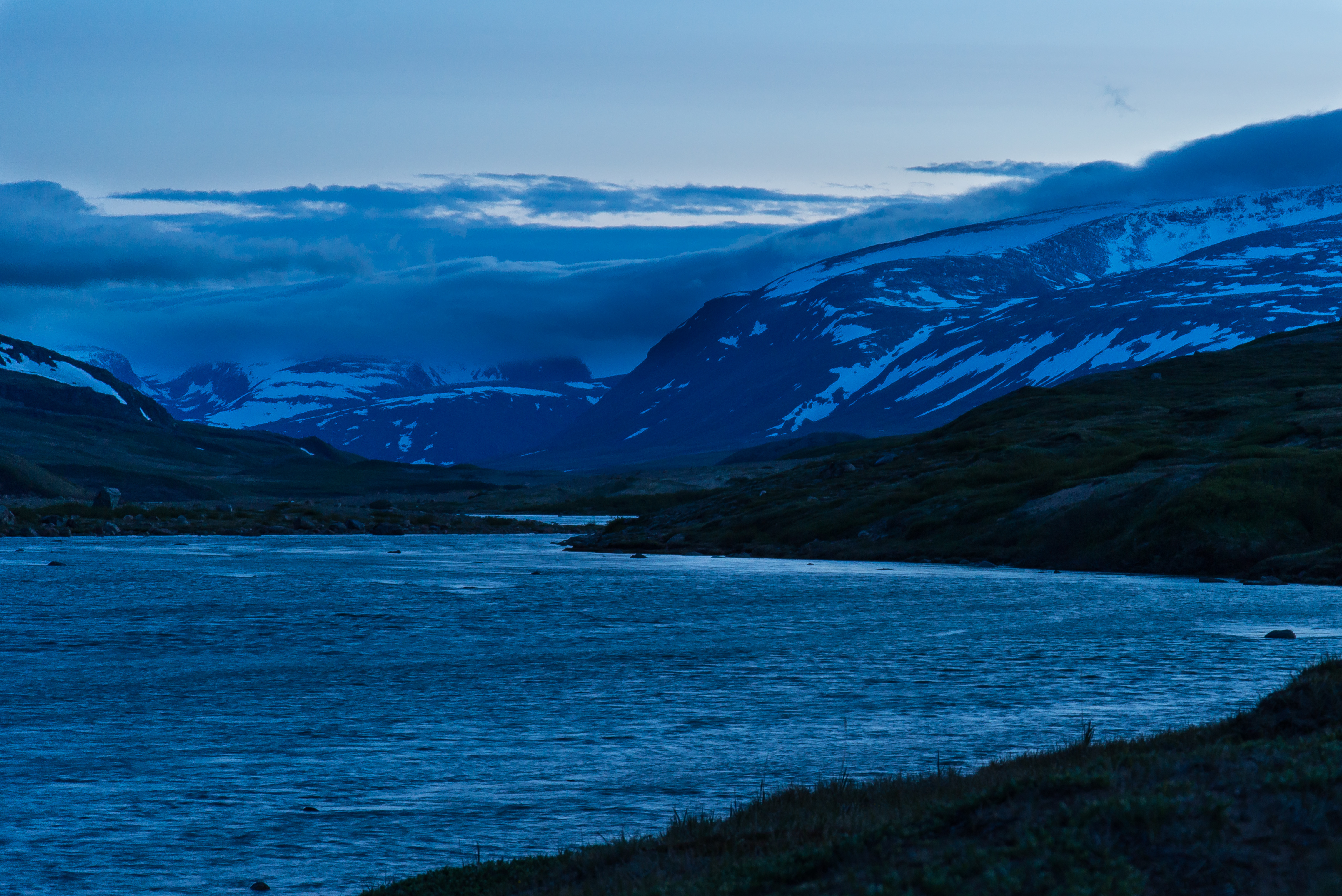